# Rollball
Rollball is een balsport die zijn oorsprong heeft in India. Rollball wordt gespeeld op skeelers of rolschaatsen op een speelveld met een harde ondergrond. Rollball werd uitgevonden door Raju Dabhade in 2003. Nadat er een internationale rollball federatie (IRBF) was opgericht zijn in 2008 de officiële regels opgesteld. 

## Spelregels in het kort
Een rollball team bestaat uit 12 spelers waarvan er zes in het veld staan inclusief één keeper. Het doel van het spel is om zo vaak mogelijk binnen een bepaalde tijd de bal te scoren in het doel van de tegenstander. Voor senioren is de duur van een wedstrijd 2 maal 25 minuten met daartussen een rustpauze van 5 minuten. Is er na vijftig minuten nog altijd sprake van een gelijkspel en is een winnaar noodzakelijk, dan zal er nog een verlenging van twee keer vijf minuten worden gespeeld.
Er mag met de bal worden gedribbeld met één of twee handen. De bal mag niet met de benen aangeraakt worden, met uitzondering van de keeper. In een straal variërend van 2,5 tot 3,5 meter rondom het doel is er een gebied in de vorm van een 'D' waarin de keeper staat. Een veldspeler mag op geen enkel moment deze 'D' betreden, ook niet na een doelpunt. De afmetingen van het veld variëren tussen de 28m en 40m in lengte bij 15m tot 20m in breedte.
In 2010 was het eerste Aziatische kampioenschap Rollball en in 2011 het eerste wereldkampioenschap Rollball. Aan het WK deden  vijftien landen mee waaronder Nederland en België. 